# Rino Fisichella
Salvatore Fisichella, mais conhecido como Rino Fisichella (Codogno, 25 de agosto de 1951) é um teólogo e arcebispo italiano da Igreja Católica, pró-prefeito para a primeira evangelização e as novas Igrejas particulares do Dicastério para a Evangelização.

## Biografia
Nascido em 25 de agosto de 1951, completou seus estudos clássicos em Lodi, no Collegio San Francesco dos Padres Barnabitas. Posteriormente, foi aluno do Almo Collegio Capranica e frequentou a Pontifícia Universidade Gregoriana, obtendo o diploma em teologia.
Foi ordenado padre em 13 de março de 1976, na igreja de Santi Protomartiri Romani de Roma pelo cardeal-vigário Dom Ugo Poletti. Foi vice-pároco de Santi Protomartiri Romani; Assistente Adjunto e Assistente Diocesano da Juventude da Ação Católica; Cônego de Santa Maria in Trastevere; Professor Catedrático de Teologia Fundamental da Pontifícia Universidade Gregoriana; Consultor da Congregação para a Doutrina da Fé; Membro da Comissão Central do Grande Jubileu de 2000 e Vice-Presidente da Comissão Teológico-Histórica da mesma; em 1994, foi nomeado Reitor da Igreja de San Gregorio Nazianzeno no interior do Palazzo Montecitorio e nomeado Capelão de Sua Santidade.
Em 3 de julho de 1998, foi nomeado pelo Papa João Paulo II como bispo-auxiliar de Roma, sendo consagrado bispo-titular de Voghenza na Arquibasílica de São João de Latrão em 12 de setembro do mesmo ano, pelo cardeal-vigário Camillo Ruini,  coadjuvado por Dom Cesare Nosiglia e por Dom Clemente Riva, I.C., bispos-auxiliares de Roma.
Em 18 de janeiro de 2002, foi nomeado Reitor da Pontifícia Universidade Lateranense.
Em 17 de junho de 2008 o Papa Bento XVI o nomeou Presidente da Pontifícia Academia para a Vida elevando-o da mesma forma à dignidade de Arcebispo. Já em 30 de junho de 2010, foi nomeado Presidente do recém ereto dicastério, o Pontifício Conselho para a Promoção da Nova Evangelização.
Em 5 de junho de 2022, com a ereção do Dicastério para a Evangelização, tornou-se o pró-prefeito para a primeira evangelização e as novas Igrejas particulares.

### Opiniões
Em maio de 2017 toma uma posição firme contra a expressão "papa-emérito" dizendo que è uma "...expressão teologicamente problemática..." porque a "... unicidade da sucessão petrina não admite nenhuma distinção ou a duplicação de seus ofícios...".

## Publicações
- Nel mondo da credenti. Le ragioni dei cattolici nel dibattito politico italiano, Editora Mondadori, 122 paginas 2007
- Il sentiero per Emmaus. Commento teologico-pastorale alla Sacramentum Caritatis, Lateran University Press, paginas 112, 2007.
- Solo l'amore è credibile. Una rilettura dell' opera di Hans Urs Von Balthasar, Lateran University Press, paginas 298, 2007.
- Dio è amore. Commento teologico-pastorale a Deus Caritas Est (Deus è amor. Comentàrio teologico à Deus est caritas) Lateran University Press.